# Phragmatobia unipuncta
Phragmatobia unipuncta är en fjärilsart som beskrevs av Hans Georg Amsel 1935. Phragmatobia unipuncta ingår i släktet Phragmatobia och familjen björnspinnare. Inga underarter finns listade i Catalogue of Life.